# Comté de Decatur (Tennessee)
Pour les articles homonymes, voir Comté de Decatur.
Le comté de Decatur est un comté de l'État du Tennessee, aux États-Unis.